# 에이미 로즈
에이미 로즈(エミー・ローズ, Amy Rose)는 세가의 소닉 팀이 개발한 여러 소닉 더 헤지호그 시리즈에 나오는, 비디오 게임의 등장 인물이다. 이 캐릭터는 호시노 가즈유키(소닉 팀 USA 아트 디렉터)가 고안해 냈다. 그녀는 분홍색의 몸을 지녔고, 여성이며, 의인화된 고슴도치이다. 그녀는 자신이 소닉의 여자친구라고 주장한다. 그녀는 1993년 소닉 더 헤지호그 CD에 처음 등장한 이래로, 이후 발매된 게임이나 TV 시리즈에서 꾸준히 소닉의 마음을 잡기 위해 그를 쫓아 다닌다.소닉은 에이미가 싫어서 피해다니는 것이 아니라 귀찮거나 부담스러워서 피해다니는 것이라고 한다. 그녀는 소닉 시리즈에 처음으로 등장한 여성 캐릭터이며, 등장인물 공식 인기순위 투표에서 5위에 올랐다.
소닉 및 시리즈에 등장하는 다른 캐릭터들과 마찬가지로 에이미는 같은 나이의 인간에 비해 좀 더 작고 아담하다. 정확하게 이야기하면 그녀의 나이는 12세이며 키는 90센티미터, 몸무게는 비밀이다(다른 여성 캐릭터들과 마찬가지로, 사실상 25kg으로 추정). 소닉 CD에서는 8살로 나왔지만 소닉 어드벤처에서는 4살 늘렸다.
에이미는 건강하고 밝은 성격의 무드 메이커이며, 지기 싫어하는 성격에 발군의 행동력을 지니고 있다. 위급한 경우에는, 자기가 애용하는 피코 피코 해머를 꺼내고는 남자를 압도하는 활약을 하는 일도 있다.

## 능력
화날 때만 발동되는 엄청난 괴력, 소닉 X 에피소드9화에서 소닉이 에그맨에게 잡혀서 바다로 끌려갈 때 피코 피코 헤머로 E-38의 파괴했다. 소닉이나 에그맨 같은 적이 있을땐 파워가 300배로 증가.

## 성우
『소닉 어드벤처』에서 우아하게 밤연출이 추가되었다. 연기하고 있는 것은 「어드벤처」이후 주로 카와타 타에코. 다만「소닉 셔플」에서만 성우 사정으로 모토이 에미가 연기하고 있다. 한국 성우는 이영란.